# Richard Müller (Fotograf)
Richard Müller (* 17. Oktober 1884 in Innsbruck, Österreich-Ungarn; † 18. Februar 1957 ebenda) war ein österreichischer Fotograf. Er war einer der bekanntesten Innsbrucker Fotografen in der ersten Hälfte des 20. Jahrhunderts.

## Leben und Werk
Müller erlernte zunächst bei seinem Vater Alois das Friseurhandwerk und besuchte 1901 bis 1903 die Graphische Lehr- und Versuchsanstalt in Wien. 1908 machte er sich in Innsbruck selbständig und arbeitete vor allem als Landschaftsfotograf und Spezialist für Hochgebirgsaufnahmen. Aufnahmen erschienen in Büchern und Zeitschriften. Er war auch als Porträtist, Theater- und Pressefotograf tätig. Müller übernahm am 1. Dezember  1920 von der Tyrolia Verlagsanstalt das ehemalige Atelier Zech und eröffnete 1922 eine Fotohandlung, die 1943 durch Bomben zerstört wurde. Er fertigte mehr als 53.000 Aufnahmen an. Seine Aufnahmen fertigte er weitgehend auf Glasplatten an.
Das Fotogeschäft Richard Müller wurde nach seinem Tod bis zur Geschäftsaufgabe 2014 zunächst von seiner Ehefrau Maria (1904–1997), dann von seiner Tochter, der Fotografin Gudrun Müller, geführt.
Im Zweiten Weltkrieg arbeitete Richard Müller auch für das Gaupresseamt. Er war bereits zum 30. Mai 1932 in die NSDAP eingetreten (Mitgliedsnummer 1.081.602). Nach Kriegsende wurde er als ehemaliges NSDAP-Mitglied angeklagt und interniert, jedoch von der Amerikanischen Militärregierung 1946 wieder entlassen und nach eingehender Prüfung durch das Amt der Tiroler Landesregierung als minderbelastet eingestuft.
Die angefertigten Aufnahmen dokumentieren die Stadtgeschichte von Innsbruck, aber insbesondere auch landschaftliche Phänomene. Genutzt wurden seine Aufnahmen zu Lebzeiten u. a. von Wissenschaftlern der Universität Innsbruck. Beispiele sind eiszeitliche Vergletscherungen in der Gegend von Innsbruck, Aufnahmen vom Vulkansturz zu Köfels im Ötztal oder vom Gletschertisch, einer Steinplatte in Form eines Tisches am Fuß der Ötztaler Wildspitze. Ein Teil seiner Bergaufnahmen ist im Tiroler Archiv für photographische Dokumentation und Kunst (TAP) in Lienz, Osttirol, in einer Sammlung digitalisiert erhalten.
Unter den Glasnegativ- und Bildaufnahmen Richard Müllers findet sich auch eine zeitgenössische Galerie bedeutender Persönlichkeiten, unter anderem von Hermann Gmeiner, dem Gründer der SOS-Kinderdörfer; Reimmichl (Sebastian Rieger), katholischer Priester und Dichter; Ferdinand Exl, Begründer der Tiroler Exl-Bühne; Bruder Willram (Pseudonym von Anton Müller), Schriftsteller und Priester; Karl Schönherr, Arzt und Schriftsteller; Franz Kranewitter, Dichter; Wilhelm Nicolaus Prachensky, Maler und Architekt; Otto Moroder, Bildhauer, und Hermann Buhl, Alpinist.
Das Archiv Richard Müller mit mehreren Tausend Objekten aus allen Schaffensbereichen und dem dokumentierten Zeitraum 1906 bis 1956 ist seit 2017 im Innsbrucker Stadtmuseum im dortigen Stadtarchiv beheimatet.
Herausragend ist neben der einzigartigen Schaffensperiode von 1906 bis zum Jahr 1956 insbesondere seine Rolle als Dokumentator der Stadtgeschichte der Jahre 1918/19, aus denen er als einziger Innsbrucker Fotograf einen umfangreichen Bestand an wichtigen Aufnahmen hinterließ.